# Улиманово
Улима́ново (тат. Олы Имән) — село в Актанышском районе Республики Татарстан, в составе Кировского сельского поселения.

## История
Село основано башкирами-булярцами .
В 1795 году проживали 32 башкира-вотчинника и 96 башкир-припущенников. Припущенники являлись башкирами Енейской и Байларской волостей. 
В «Списке населенных мест по сведениям 1870 года», изданном в 1877 году, населённый пункт упомянут как деревня Улуйменева 1-го стана Мензелинского уезда Уфимской губернии. Располагалась при речке Улуймене, по правую сторону почтового тракта из Мензелинска в Бирск, в 50 верстах от уездного города Мензелинска и в 18 верстах от становой квартиры в деревне Поисева. В деревне, в 126 дворах жили 710 человек (367 мужчин и 343 женщины, тептяри), были мечеть, училище. Жители занимались земледелием, скотоводством, пилкой леса, деланием саней и ободьев.

## Население
| 1795 | 1834 | 1859 | 1870 | 1897 | 1906 | 1913 | 1926 | 1938 | 1949 | 1958 | 1970 | 1979 | 1989 | 2002 | 2010 | 2015 |
| ---- | ---- | ---- | ---- | ---- | ---- | ---- | ---- | ---- | ---- | ---- | ---- | ---- | ---- | ---- | ---- | ---- |
| 128  | 313  | 599  | 710  | 857  | 1104 | 1193 | 867  | 803  | 480  | 446  | 505  | 477  | 417  | 334  | 330  | 300  |

Национальный состав села: татары.